# Cyrano de Bergerac (teatre)

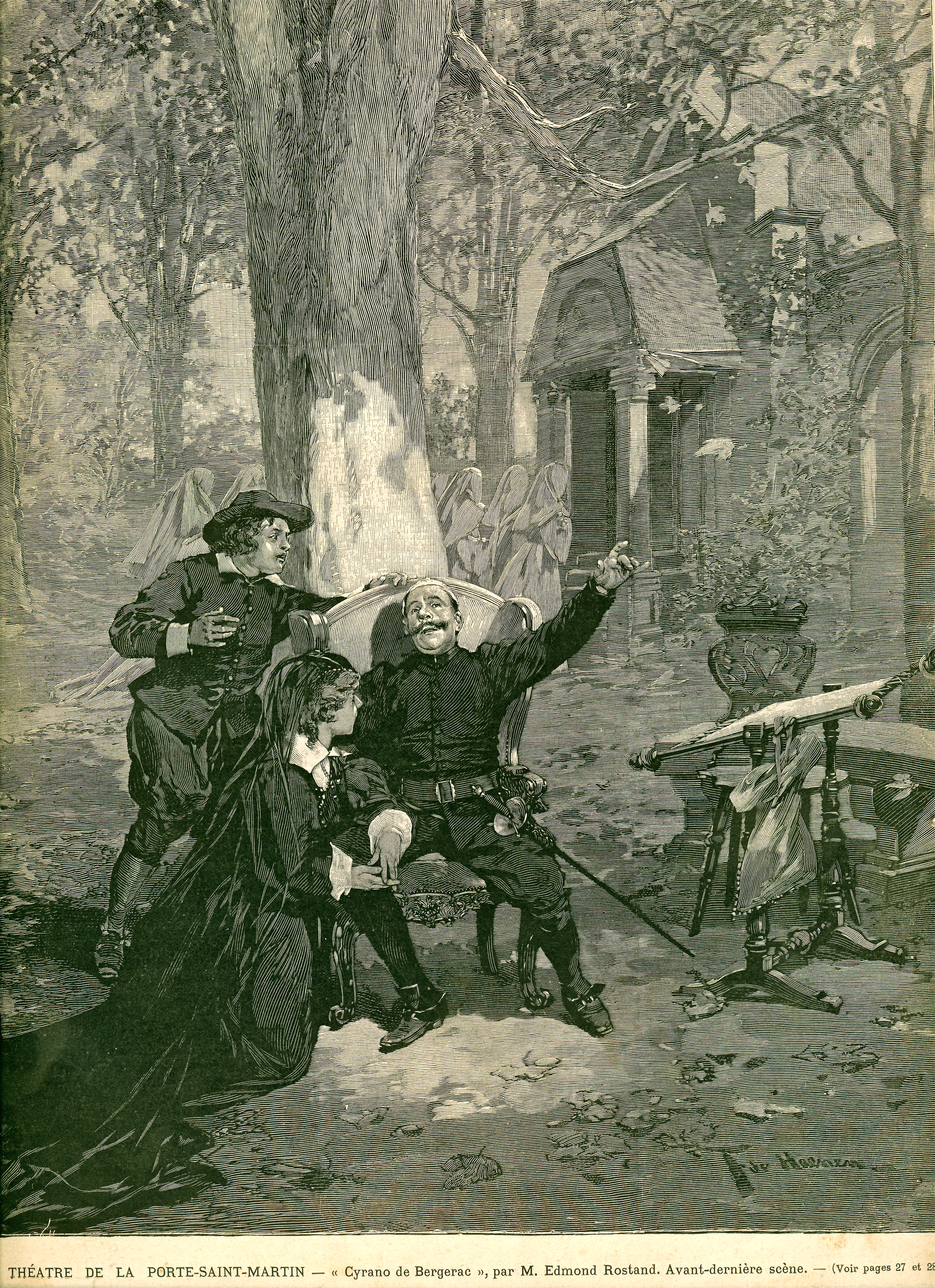
Representació de la penúltima escena, per L'Illustration (1898).

Cyrano de Bergerac és una obra teatral escrita per Edmond Rostand i estrenada el 27 de desembre de 1897. Es tracta d'una comèdia heroica en cinc actes i en vers, que en la seva època va ser l'obra més popular del teatre francès, basada en la vida del dramaturg i poeta francès Cyrano de Bergerac. Els crítics la consideren una obra mestra i l'èxit més notable del teatre popular. Aquest personatge ni la persona real del mateix nom no tenen res a veure, segons experts, amb la ciutat francesa de Bergerac, per on planeja, això sí, el fantasma d'en Cyrano.

## Argument[1]
Cyrano mostra la seva naturalesa impulsiva ja de bon començament: l'amor "a la bravata", quan en l'excèntric teatre de l'Hôtel de Bourgogne interromp la representació perquè surt un actor que li resulta antipàtic; el "preciosisme" literari, que li inspira una balada en el precís instant en què desafia un gentilhome; i el sentimentalisme, que omple completament el seu amor envers Roxana, la seva cosina.
Però aquesta està enamorada del jove cadet gascó Christian de Neuvillette, atractiu però sense enginy. Com que ella tem pel seu benestar, demana al seu cosí Cyrano que el posi sota la seva protecció, ignorant la passió que li inspira. Aquest accepta, i Christian li demana consell per a conquistar Roxana. D'aquesta manera Cyrano entra en un joc escabrós que alhora l'embriaga i l'angoixa: escriu les cartes amoroses del seu rival, li suggereix les paraules que haurà de repetir a l'estimada, i fins i tot arriba a declarar-se a Roxana, aprofitant-se de la foscor.
El comte de Guiche també estima Roxana, però amb l'ajuda de Cyrano, finalment, ella i Christian aconsegueixen casar-se, i el comte trama una venjança de fer marxar els cadets, entre els quals hi ha Cyrano i Christian. La llunyania fa que el seu amor s'hagi de mantenir per la via epistolar, de manera que és la ploma de Cyrano la que escriu cartes de fervorosa passió cap a Roxana, que la impressionen profundament. Llavors Christian s'adona que ella en realitat no estava enamorada d'ell, sinó, sense saber-ho, de Cyrano, i tots dos decideixen confessar-li la veritat a Roxana. Però Christian mor, i Cyrano prefereix mantenir el secret.
Roxana es retira a un convent, i durant quinze anys el seu cosí la visita cada dissabte, vivint amb ella la dolçor del record. Però un dia, ferit de mort, Cyrano decideix reunir les seves últimes forces per fer-li l'última visita, i, enmig d'un deliri, li revela tot el seu drama i la seva pena, deixant Roxana amb l'angoixa d'un amor dues vegades perdut.

## Al voltant de l'obra[3]
Edmond Rostand estava tant convençut que l'obra fracassaria que uns minuts abans de l'estrena, la nit del 27 de desembre de 1897, va demanar excuses al protagonista, Coquelin Ainé, i a la companyia del Théâtre de la Porte Saint Martin "per haver-los embarcat en una aventura semblant". Segons Jules Renard, l'obra era "un magnífic anacronisme", i sorgia en un moment en el qual imperaven el naturalisme nòrdic (Henrik Ibsen, August Strindberg) i els vodevils de Georges Feydeau i Georges Courteline; en canvi, l'oferta de Rostand era una peça popular i profundament romàntica que barrejava la comèdia d'aventures i la passió secreta, passant del melodrama intimista a les escenes bèl·liques. Els temors de Rostand van durar poc, ja que en l'entreacte, el públic va esclatar en aplaudiments, dempeus, i en finalitzar la funció el van premiar amb una ovació de vint minuts. La representació va ser un triomf absolut, i Coquelin va interpretar Cyrano durant 410 nits a París, per posteriorment viatjar a Londres i els Estats Units.

## Adaptacions
- Cyrano de Bergerac, òpera de Franco Alfano amb llibret d'Henri Cain, de 1936
- Cyrano de Bergerac, pel·lícula estatunidenca de 1950 dirigida per Michael Gordon, i amb José Ferrer en el paper de Cyrano[4]
- Cyrano de Bergerac, pel·lícula francesa de 1990 dirigida per Jean-Paul Rappeneau, i amb Gérard Depardieu en el paper de Cyrano[5]

Teatre català
La versió en català de Xavier Bru de Sala va rebre el Premi Nacional de Teatre Josep Maria de Sagarra. L'any 1985 va ser interpretada amb gran èxit per Josep Maria Flotats en el Teatre Poliorama de Barcelona, on va estar-s'hi quasi un any, i el 2012 va tornar als escenaris de la mà del director Oriol Broggi, a la Biblioteca de Catalunya, i protagonitzada per Pere Arquillué, actuació que li va valer el Premi Butaca al millor actor.